# Nicole (cantora chilena)
Denisse Lilian Laval Soza, mais conhecida como Nicole (Santiago, 19 de janeiro de 1977), é uma cantora chilena que começou sua carreira musical na idade de 12 anos, enquanto seu país se preparava para voltar à democracia. Da mesma forma, a cantora decidiu adoptar o seu apelido atual, porque há uma cantora chilena chamada Denisse, que também era o vocalista de Agua turbia. Após uma série de propostas, foi decidido que o apelido para ela, finalmente seria Nicole, enfim além da polêmica.[carece de fontes?]

## Discografia
- Nicole: Tal Vez Me Estoy Enamorando (1989)
- Nicole: Esperando Nada (1994)
- Nicole: Sueños En Tránsito (1997)
- Nicole: Grandes Éxitos (2002)
- Nicole: Viaje Infinito (2002)
- Nicole: Apt. (2006-2007)
- Nicole: 20 Años (2009-2010)
- Panal (2013)